# بين وايت
بين وايت (بالإنجليزية: Ben Wyatt)‏ هو محامي وسياسي أسترالي، ولد في 1 أبريل 1974 في بابوا غينيا الجديدة. حزبياً، نشط في حزب العمال الأسترالي. وقد انتخب Treasurer of Western Australia ‏ (17 مارس 2017 – ) وانتخب عضو الجمعية التشريعية لأستراليا الغربية عن دائرة Electoral district of Victoria Park ‏ (11 مارس 2006 – ).